# Strade provinciali della provincia di Reggio Emilia
Elenco delle strade provinciali poste nella provincia di Reggio nell'Emilia.

## Elenco
| Numero      | Denominazione                                                                                                  | Percorso                                                                                                  | km     |
| ----------- | --- | --- | ------ |
| SP 1        | Poviglio - Brescello                                                                                           | Rotatoria SP 111/SP 358 R - S. Anna di Poviglio - Brescello - Rotatoria SP 62 R/SP 41                     | 5,690  |
| SP 2        | Tagliata - Reggiolo - confine Mantova                                                                          | Tagliata - Reggiolo - confine Mantova                                                                     | 11,970 |
| SP 3        | Reggio Emilia - Bagnolo - Novellara                                                                            | Reggio E. - Bagnolo - Novellara                                                                           | 15,375 |
| SP 4        | Campagnola - Fabbrico - Rolo - Confine Modena                                                                  | Campagnola - Fabbrico - Rolo - Confine Modena                                                             | 11,607 |
| SP 5        | Novellara - Reggiolo                                                                                           | Novellara - Reggiolo                                                                                      | 11,559 |
| SP 6        | (SOPPRESSA) | (SOPPRESSA)                                                                                               | -      |
| SP 7        | Pratissolo - Felina                                                                                            | Pratissolo - Felina                                                                                       | 38,815 |
| SP 8        | Cerredolo - Toano - Villa Minozzo                                                                              | Cerredolo - Toano - Villa Minozzo                                                                         | 26,110 |
| SP 9        | delle Forbici                                                                                                  | Felina - Villa Minozzo - Civago                                                                           | 33,810 |
| SP 10       | Rossigneto - Pomello                                                                                           | Ponte sul torrente Enza a Vetto                                                                           | 0,650  |
| SP 11       | Braglie - Torre - Casina                                                                                       | Braglie - Torre - Casina                                                                                  | 20,023 |
| SP 12       | S. Ilario - Montecchio - S. Polo                                                                               | Sant'Ilario d'Enza - Montecchio Emilia - San Polo d'Enza                                                  | 15,510 |
| SP 13       | (SOPPRESSA) | (SOPPRESSA)                                                                                               | -      |
| SP 14       | (SOPPRESSA) | (SOPPRESSA)                                                                                               | -      |
| SP 15       | Sparavalle - Ramiseto - Miscoso - confine Massa                                                                | Sparavalle - Ramiseto - Miscoso - confine Massa (P.so del Lagastrello)                                    | 32,070 |
| SP 16       | (SOPPRESSA) | (SOPPRESSA)                                                                                               | -      |
| SP 17       | (SOPPRESSA) | (SOPPRESSA)                                                                                               | -      |
| SP 18       | Busana - Ligonchio - Passo Pradarena                                                                           | Busana - Ligonchio - Passo Pradarena                                                                      | 27,700 |
| SP 19       | Val Secchia | Colombaia - Ponte Cavola - Gatta                                                                          | 13,950 |
| SP 20       | Poviglio - Sorbolo a Levante - Variante Nord                                                                   | Poviglio - Sorbolo a Levante - Variante Nord                                                              | 5,450  |
| SP 21       | Albinea - Montecavolo (Pedemontana)                                                                            | Albinea - Montecavolo                                                                                     | 5,639  |
| SP 22       | Barco - Bibbiano - S. Polo (Via Rampognana)                                                                    | Barco - Bibbiano - S. Polo d'Enza                                                                         | 6,878  |
| SP 23       | Rivalta - Quattro Castella - Vezzanella (Pedemontana)                                                          | Rivalta - Quattro Castella - Vezzanella (Pedemontana)                                                     | 13,995 |
| SP 24       | Rio Saliceto - Confine Modena (DECLASSATA)                                                                     | Rio Saliceto - Confine Modena                                                                             | -      |
| SP 25       | Reggio E. - Albinea                                                                                            | Reggio Emilia - Albinea                                                                                   | 4,500  |
| SP 26       | Castelnovo M. - Pietra di Bismantova                                                                           | Castelnovo ne' Monti - Pietra di Bismantova                                                               | 2,660  |
| SP 27       | Baiso - Roteglia                                                                                               | Baiso - Roteglia                                                                                          | 7,850  |
| SP 28       | Reggio E. - Montecchio                                                                                         | Reggio Emilia - Montecchio Emilia - Ponte Enza a Montechiarugolo (Confine Parma)                          | 13,297 |
| SP 29       | Gavassa - S. Martino in Rio (DECLASSATA e sostituita in parte dalla SP 113)                                    | Gavassa - Prato - S. Martino in Rio                                                                       | 7,340  |
| SP 30       | Novellara - Campagnola E. - Rio Saliceto                                                                       | Novellara - Campagnola E. - Rio Saliceto                                                                  | 8,589  |
| SP 31       | Casina - Marola - Ca' del Merlo (DECLASSATA a strada comunale)                                                 | Casina - Marola - Ca' del Merlo                                                                           | -      |
| SP 32       | Ponte Rossendola - Pianella - Pradarena (sostituita dalla SP 18)                                               | Ponte Rossendola - Pianella - Passo Pradarena                                                             | -      |
| SP 33       | Case Poggioli - Ponte Secchia                                                                                  | Case Poggioli - Ponte Secchia                                                                             | 1,250  |
| SP 34       | Busana - SS 63 (DECLASSATA a strada comunale)                                                                  | Busana - SS 63                                                                                            | -      |
| SP 35       | Guastalla - Ponte Po                                                                                           | Guastalla - Ponte Po                                                                                      | 2,376  |
| SP 36       | Carpineti - Cigarello                                                                                          | | 1,815  |
| SP 37       | Albinea - Pratissolo - Chiozza (Pedemontana)                                                                   | Albinea - Pratissolo - Chiozza (variante di Scandiano - Pedemontana)                                      | 9,772  |
| SP 38       | Taneto - Gattatico - Sorbolo a Levante                                                                         | Taneto - Gattatico - Sorbolo a Levante                                                                    | 12,116 |
| SP 39       | Taneto - Castelnovo Sotto - dir. Gualtirolo                                                                    | Taneto - casello A1 Campegine - tronchi stradali Lora/Gualtirolo e Case Melli/Castelnovo Sotto            | 16,460 |
| SP 40       | Castelnovo Sotto - Cadelbosco Sotto - Bagnolo                                                                  | Castelnovo Sotto - Cadelbosco Sotto - Bagnolo in Piano                                                    | 11,847 |
| SP 41       | Brescello - Confine Parma                                                                                      | Brescello - Ponte Enza a Coenzo                                                                           | 3,621  |
| SP 42       | Novellara - Guastalla                                                                                          | Novellara - Guastalla                                                                                     | 8,600  |
| SP 43       | Reggiolo-Villanova-confine Modena                                                                              | Reggiolo-Villanova-confine Modena                                                                         |        |
| SP 44       | Reggiolo - Rolo                                                                                                | Reggiolo - Rolo                                                                                           |        |
| SP 45       | Fabbrico - Bettolino - dir. Variante di Fabbrico                                                               | Fabbrico - Bettolino - dir. Variante di Fabbrico                                                          | 3,214  |
| SP 46       | Rolo - Rio Saliceto                                                                                            | Rolo - Rio Saliceto                                                                                       | 10,437 |
| SP 47       | Bagnolo - Correggio                                                                                            | Bagnolo - Correggio                                                                                       | 10,572 |
| SP 48       | Correggio - Campagnola - dir. Rio Saliceto                                                                     | Correggio - Campagnola - dir. Rio Saliceto                                                                | 8,350  |
| SP 49       | Correggio - S. Martino in Rio                                                                                  | Correggio - S. Martino in Rio                                                                             | 0,200  |
| SP 50       | Rubiera - S. Faustino - S. Martino in Rio                                                                      | Rubiera - S. Faustino - S. Martino in Rio                                                                 | 4,000  |
| SP 51       | Rubiera - Salvaterra - S. Antonino                                                                             | Rubiera - Salvaterra - S. Antonino                                                                        | 12,125 |
| SP 52       | Bagno - Arceto - Scandiano                                                                                     | Bagno - Arceto - Scandiano                                                                                | 7,348  |
| SP 53       | Montecchio E. - Bibbiano - Quattro Castella                                                                    | Montecchio E. - Bibbiano - Quattro Castella                                                               | 6,945  |
| SP 54       | Ciano d'Enza - Vercallo - Stella                                                                               | Ciano d'Enza - Vercallo - Stella                                                                          | 14,230 |
| SP 55       | Gattatico - Olmo - Nocetolo (DECLASSATA a strada comunale e in parte sostituita dalle SP 110, SP 111 e SP 112) | Gattatico - Olmo - Nocetolo                                                                               | 7,180  |
| SP 56       | Svolta - Ponte Cavola (DECLASSATA a strada comunale, fra Cavola e la SP 19 rinominata SP 90)                   | SP 19 - Cavola - L'Oca - bivio Corneto - Svolta - SP 8                                                    | -      |
| SP 57       | Vetto - Ramiseto                                                                                               | Vetto - Ramiseto                                                                                          | 12,500 |
| SP 58       | Passo del Cerreto - Lago                                                                                       | Passo del Cerreto - Lago                                                                                  | 3,160  |
| SP 59       | Villa Minozzo - Primaore - Ligonchio                                                                           | Villa Minozzo - Primaore - Ligonchio                                                                      | 22,250 |
| SP 60       | di Santa Lucia delle Fonti                                                                                     | SS 63 - Cervarezza - Terme di Santa Lucia                                                                 | -      |
| SP 61       | Tufo - Gazzano - Ponte Dolo                                                                                    | Tufo - Gazzano - Ponte Dolo                                                                               | 4,020  |
| SP 62       | Cavriago - Cella - (Ponte Nuovo)                                                                               | Cavriago - Cella - (Ponte Nuovo)                                                                          | 10,543 |
| SP 63       | Albinea - Regnano - Casina                                                                                     | Albinea - Regnano - Casina                                                                                | 21,276 |
| SP 64       | Montefaraone - Bebbio - Radici                                                                                 | Montefaraone - Bebbio - Radici                                                                            | 12,730 |
| SP 65       | Cantone - Zurco                                                                                                | Cantone - Zurco                                                                                           | 2,624  |
| SP 66       | Due Maestà - Arceto - Salvaterra                                                                               | Due Maestà - Arceto - Salvaterra                                                                          | 12,476 |
| SP 67       | Poviglio - Caprara - Calerno - Montecchio E.                                                                   | Poviglio - Caprara - Calerno - Montecchio E.                                                              | 5,937  |
| SP 68       | Ponte Forca - S. Maria - S. Michele della Fossa                                                                | Ponte Forca - S. Maria - S. Michele della Fossa                                                           | 3,500  |
| SP 69       | Correggio - Rio Saliceto (DECLASSATA a strada comunale)                                                        | Correggio - Rio Saliceto                                                                                  | 5,500  |
| SP 70       | Cadelbosco di Sopra - Roncocesi - Via Emilia (DECLASSATA a strada comunale in comune di Reggio Emilia)         | Cadelbosco di Sopra - Roncocesi - Via Emilia                                                              | 5,622  |
| SP 71       | Bagnolo - Massenzatico - Masone (DECLASSATA a strada comunale)                                                 | Bagnolo in Piano - Massenzatico - Gavassa - Calvetro - Masone                                             | 13,000 |
| SP 72       | Codemondo - Bibbiano                                                                                           | Codemondo - Bibbiano                                                                                      | 7,350  |
| SP 73       | San Polo - Canossa                                                                                             | San Polo - Canossa                                                                                        | 10,780 |
| SP 74       | La Vecchia - Montalto - Regnano                                                                                | La Vecchia - Montalto - Regnano                                                                           | 5,645  |
| SP 75       | Castellarano - San Valentino - Rondinara (DECLASSATA a strada comunale)                                        | Castellarano - San Valentino - Rondinara                                                                  | 11,500 |
| SP 76       | Carpineti - Castello - Colombaia                                                                               | Carpineti - Castello - Colombaia                                                                          | 8,127  |
| SP 77       | Rio Spiagge - Succiso (DECLASSATA a strada comunale)                                                           | Rio Spiagge - Succiso                                                                                     | 2,000  |
| SP 78       | Quattro Castella - Bergonzano - Borsea                                                                         | Quattro Castella - Bergonzano - Borsea                                                                    | 5,586  |
| SP 79       | Cerezzola - Trinità - Gombio - Feriolo                                                                         | Cerezzola - Trinità - Gombio - Feriolo                                                                    | 19,680 |
| SP 80       | Montedello - Vaestano (DECLASSATA a strada comunale)                                                           | Montedello - Vaestano                                                                                     | -      |
| SP 81       | Castelnovo Sotto - Novellara                                                                                   | Castelnovo Sotto - Novellara                                                                              | 13,300 |
| SP 82       | Cavo Impero - Praticello (DECLASSATA a strada comunale)                                                        | Cavo Impero - Praticello                                                                                  | -      |
| SP 83       | Molinara (SS 358 - Meletole)                                                                                   | SP 82 - SP1 - SS 358 - Fodico - Meletole                                                                  | -      |
| SP 84       | Villarotta - Codisotto                                                                                         | Villarotta - Codisotto                                                                                    | 6,985  |
| SP 85       | Rubiera - Fontana - Confine Modena                                                                             | Rubiera - Fontana - Confine Modena                                                                        | 5,293  |
| SP 86       | Via Emilia - Gavasseto (DECLASSATA a strada comunale)                                                          | Via Emilia - Gavasseto                                                                                    | 4,500  |
| SP 87       | Fogliano - Borzano                                                                                             | Fogliano - Borzano                                                                                        | 3,967  |
| SP 88       | La Vecchia - Paderna (DECLASSATA a strada comunale)                                                            | La Vecchia - Paderna                                                                                      | 1,500  |
| SP 89       | Viano - Regnano                                                                                                | Viano - Regnano                                                                                           | 5,144  |
| SP 90       | Polcione - Morra - Cavola                                                                                      | Polcione - Morra - Ponte Cavola                                                                           | 8,890  |
| SP 91       | Collagna - Vaglie - Ponte Rossendola                                                                           | Collagna - Vaglie - Ponte Rossendola                                                                      | 12,250 |
| SP 92       | Case Nove - Vaglie (SOPPRESSA e rinominata SP 91)                                                              | Case Nove - Vaglie                                                                                        | -      |
| SP 93       | Ligonchio - Primaore (SOPPRESSA e rinominata SP 59)                                                            | Ligonchio - Primaore                                                                                      | -      |
| SP 94       | Campagnola - S. Michele della Fossa                                                                            | Campagnola - S. Michele della Fossa                                                                       | 1,746  |
| SP 95       | Quara - Gova - Novellano - Pian del Monte (DECLASSATA a strada comunale)                                       | Quara - Gova - Novellano - Pian del Monte                                                                 | 11,000 |
| SP 96       | Civago - Riaccio                                                                                               | Civago - Riaccio                                                                                          | 4,150  |
| SP 97       | Campegine - Praticello (SOPPRESSA e in parte sostituita con la SP 110)                                         | Campegine - Praticello                                                                                    | 5,200  |
| SP 98       | Fondovalle Tresinaro                                                                                           | Viano - Cigarello - Ca' del Merlo/SS 63                                                                   | 15,403 |
| SP 99       | Case Bagatti - Febbio - Peschiera                                                                              | Case Bagatti - Febbio - Peschiera                                                                         | 4,180  |
| SP 100      | (SOPPRESSA) | (SOPPRESSA)                                                                                               | -      |
| SP 101      | (SOPPRESSA) | (SOPPRESSA)                                                                                               | -      |
| SP 102      | Ramiseto - Lago Calamone                                                                                       | Ramiseto - Lago Calamone                                                                                  | 6,600  |
| SP 103      | Teleferica - Selvanizza (Ponte Enza/Ramiseto)                                                                  | Teleferica - Taviano - Ponte Enza a Selvanizza                                                            | 4,930  |
| SP 104      | La Pioppa - Ponte Magrini                                                                                      | collegamento SP 85 - SP 50 a Rubiera Nord                                                                 | 0,660  |
| SP 105      | Osteriola - Stiolo                                                                                             | Osteriola - Stiolo                                                                                        | 4,500  |
| SP 106      | Via Rubiera (DECLASSATA a strada comunale)                                                                     | SP 85 a Rubiera Nord - Confine Modena a Campogalliano                                                     | 0,600  |
| SP 107      | Fondovalle Tresinaro - Baiso                                                                                   | Fondovalle Tresinaro - Baiso                                                                              | 2,835  |
| SP 108      | Castelnovo ne' Monti - Bondolo - Carù                                                                          | Castelnovo ne' Monti - Bondolo - Carù                                                                     | 13,240 |
| SP 109      | del Parco di Roncolo                                                                                           | Roncolo - Parco di Roncolo                                                                                | 2,000  |
| SP 110      | Collegamento SP 38 - Asse di Val d'Enza                                                                        | Praticello - Campegine                                                                                    | 3,600  |
| SP 111      | Asse di Val d'Enza                                                                                             | Calerno - casello A1 - Caprara - Casalpò - ex SS 358 - S. Croce di Boretto - Viadana                      | 24,000 |
| SP 112      | Variante Nord di Campegine                                                                                     | SP 111 - Nocetolo - Gualtirolo (ex SS 358)                                                                | 3,500  |
| SP 113      | Tangenziale Reggio Emilia-Correggio (Dal 2021 ceduta ad ANAS e riclassificata come SS 468)                     | SS 722 Tangenziale di Reggio Emilia - Gavassa - Prato - Correggio - SP 468 R - Confine Modena a Carpi     | 14,162 |
| SP 114      | Tangenziale Sud-est (Dal 2021 ceduta ad ANAS e riclassificata come SS 722 Var)                                 | SP 25 - Canali - ex SS 467 - San Maurizio - SS 9 - Tangenziale Nord di Reggio Emilia                      | 9,200  |
| -           | Bretella di collegamento casello A22 Reggiolo-Rolo                                                             | Variante di Reggiolo (SP 2 - A22)                                                                         | 5,000  |
| -           | Bretella del Porto                                                                                             | Bretella del Porto                                                                                        | 2,880  |
| -           | Scalo di Dinazzano                                                                                             | bretella dello scalo ferroviario di Dinazzano                                                             | 1,020  |
| SP 62 R     | ex SS 62 della Cisa                                                                                            | confine Parma - Brescello - Boretto - Gualtieri - Guastalla - Luzzara - Confine Mantova (tratti saltuari) | -      |
| SP 62 R Var | Cispadana (ex SS 62 var Asse Viario Cispadano)                                                                 | Variante agli abitati di Brescello - Boretto - Gualtieri - Guastalla - Luzzara - Codisotto                | 27,793 |
| SP 63 R     | ex SS 63 del Valico del Cerreto                                                                                | Cavazzoli - Sesso - Cadelbosco di Sopra - Cadelbosco di Sotto - Santa Vittoria - Gualtieri                | 19,500 |
| SP 358 R    | ex SS 358 di Castelnovo                                                                                        | Cadelbosco di Sopra - Castelnovo di Sotto - Poviglio - SP 111                                             | 14,500 |
| SP 467 R    | ex SS 467 di Scandiano                                                                                         | Reggio Emilia - Scandiano - Casalgrande - SP 486 R - Confine Modena                                       | 2,880  |
| SP 468 R    | ex SS 468 di Correggio tratto storico Reggio Emilia-Correggio                                                  | SS 468 - Gavassa - Correggio                                                                              | -      |
| SP 486 R    | ex SS 486 di Montefiorino                                                                                      | Confine Modena - S. Antonino Veggia - Castellarano - Roteglia - Cerredolo - Confine Modena                | 28,200 |
| SP 513 R    | ex SS 513 di Val d'Enza                                                                                        | Confine Parma - San Polo d'Enza - Ciano d'Enza - Vetto - Castelnovo ne' Monti                             | 35,300 |